# エスペラント母語話者
エスペラント母語話者（エスペラントぼごわしゃ）とはエスペラントを話す家庭（ほとんどの場合その他の言語も話される）に生まれたエスペラントを母語として話す人のことである。エスペラントでは Denaska Esperanto-parolanto （生まれながらのエスペラント話者）、あるいは単にdenaskulo （生まれながらの者）と呼ぶ。

## 家庭とエスペラント
計画言語であるエスペラントが発表された当時（1887年）、当然ながらエスペラントの母語話者はいなかった。その後、エスペラントが普及するにつれ、片方あるいは両方の親が、エスペラントを第一言語として子供とのコミュニケーションに使用する家庭が登場した。その子供は他の言語の母語を習得するのと同様にエスペラントを習得してエスペランティストになった。エスペラント母語話者であってもエスペラントのみで日常生活を送ることは困難なため、最低1つは他の言語を習得し、場合によってはもっと多くの言語を習得する。
エスペラントが家庭内で使用されるケースはさまざまである。「エスペランティストの集会などで知り合い国際結婚した夫婦の場合、多くは母語が異なるために家庭内でエスペラントが話される」というモデルケースはよく知られている。このほか、夫婦間ではエスペラントで話すが子供とは別の言語で話す場合もある。この場合、子供は両親と話すことはできても親同士での会話は理解できないことも起こりうる。
両親ともに同じ言語を母語としているにもかかわらず母語話者が生まれるケースもある。このケースでは多くの場合両親の一方（多くの場合父親）が英才教育を目的として子供との会話にエスペラントを使用する。子供をエスペランティスト同士の旅行や集会に連れて行ったり、エスペランティストの友人を自宅に招待したりすることも行われる。
エスペラント母語話者の語学力は流暢に話せるレベルからほとんど話せないレベルまでさまざまである。成長して熱心にエスペラント運動に取り組む母語話者もいるが、ほとんどエスペラントに関わらず、成長するにつれてエスペラントから完全に離れてしまう母語話者もいる。また、親の教育が成功した場合第一言語としてエスペラントを用いる母語話者もいる。
エスペラントに対しては「エスペラントは人工言語であるから感情を表現できない」などのエスペラントが計画言語であることを理由とした批判がある。エスペラント母語話者の存在はエスペラントを使用したコミュニケーションが家庭内で成立することを実証し、そのような偏見を覆すことに大きく貢献した。現在ではクレオール語や発展を遂げた人工言語も自然言語と対等の機能を担えることを多くの学者が認めている。
さらにインターネットが発達した現在では、外国のエスペランティストとのオンラインでの交流も可能となっている。

## 母語話者の人口
言語学者のヨウコ・リンドシュテットは1996年にエスペラント使用者の習熟度別人口を発表した。このなかでリンドシュテットはエスペラント母語話者の人口は1,000人ぐらいであるという調査報告をしている。2005年のエスノローグによれば200人から最大2,000人のエスペラント母語話者が存在しているとしている。

## ピジンのクレオール化との比較
同じように、元来は母語話者のいなかった言語が母語話者を獲得する事例として混合言語であるピジン言語のクレオール化があげられる。この場合もピジンが家庭内の第一言語となり、それを聞いた子供はピジンを母語とすることとなる。しかし、子供が習得したピジンはもはや粗雑で未発達なピジンではなく精緻で完全な（その他の自然言語と同様に人間生活での全ての用途に耐えうる）言語となる。この場合、その言語はもはやピジンではなくクレオールと呼ばれる。
この事実から導かれる疑問として、エスペラントが母語化した際同様の変化をこうむらないのかということが挙げられる。この問題に対してBenjamin.K.Bergenは語順の固定や二重否定形の出現などを理由にそのような変化が確実に起こるとしているが、ヨウコ・リンドシュテットはそのような特徴はもう一つの母語の干渉や子供ゆえの表現力不足に過ぎず、エスペラントはそのままの状態で充分通常の自然言語と同じように機能しうると主張している。
後者が正しいとすれば、エスペラントが第二言語として百年もの間使用される間に、普遍文法に照らして自然な形へと練られてきたことがその理由として挙げられるだろう。

## 母語話者とエスペラントの中立性
エスペラントは、世界中の人々にとって平等な第二言語としての国際補助語を目指してつくられた。ゆえにエスペラント運動では、原則としてエスペラントは誰の母語にもなるべきではないと、少なくとも建前の上では謳われている。そのため、母語話者の出現は母語話者と第二言語話者の間に不平等を生み出してエスペラントの中立性を破壊するとする意見が強く、多くのエスペランティストが公式に不快感を示している。
一方、母語話者の出現はエスペラントを自然言語と対等の完成された言語とするために必要不可欠であり、エスペラントの発展のために歓迎すべきだという意見もある。また、エスペラント母語話者は少なくとも直ちにこの言語の中立性を脅かす存在とはなりえないという主張もある。
一般に自然言語、もしくはそれと同等な機能を獲得したクレオール語や計画言語の母語話者は、第二言語話者よりも語学力の様々な面において語彙や発音、文法的・語法的直感など極めて有利な立場にある。これは、エスペラントでも同様であるため、エスペラント母語話者の出現は第二言語としてのエスペラント使用者との間にエスペラントの使用能力の多大な格差を生んでしまい、エスペラントの根底である中立的国際語という概念を揺るがすものだという主張が保守的エスペランティストの中には多い。誰の母語でもないということは、誰もが学習を通してでしか身につけられないということであり、その限りにおいて中立的だといえるからである。
反対に母語話者の出現に賛同する人々もいる。エスペラントが母語話者を獲得することはエスペラントを完全な意味で自然言語と対等の地平に立たせるために必要不可欠であり、エスペラントに言語としての魂を吹き込むことだと主張している。
第一言語話者という存在は一般にその言語を自由自在にあやつれる存在であるため、政治的思想を離れた純粋な言語としてのエスペラントの発展にとっては母語話者の出現がよいことであるのは否定しがたいとされる。
母語話者の出現は今のところ中立性を破壊する心配はないという意見の擁護者は、エスペラントは民族語とは違い、母語話者のコミュニティーを持たないため母語話者といえどもその言語を第一言語として成長することは通常は不可能であるとの考えから、エスペラント母語者が非母語話者に比べて有利であることは事実だが、多くの場合はエスペラントがもっとも得意な言語でないという意味で非母語話者とかわらず、自然言語のような圧倒的な差は生まれないと主張している。
現実に、エスペラント母語話者の多くがエスペラント語以外の言語を第一言語として成長することもこの見解を支持する要因である。ただし、将来エスペラントが更なる広がりをみせ、母語話者の人数が拡大した場合、この前提は崩れる可能性があり、エスペラントを第一言語とする人間が継続的に生まれうる環境が整う可能性もある。
エスペラントの中立性に対する楽観的見解を示すグループによれば、エスペラントはきわめて文法的規則性が高く習得しやすい言語であるため、たとえ幼いころからエスペラントだけで育ち、エスペラントを第一言語とする者がいたとしても、第二言語としてのエスペラント学習者も最終的にその水準までエスペラントの能力を高めることが可能だという。ただし、現在の言語学における主流的見解からすれば、文法的規則性や文法規則の少なさは実際には言語全体の易しさ、難しさには関係なく、すべての自然言語とそれに準ずる言語は、中立的視点からすれば同等程度の難しさをもっているとされている。
現に、エスペラントほどではないにせよ文法規則が少ない、または規則的であるとされるマレー語やアイマラ語なども、他の言語より習得が一般的に簡単であるという経験則は知られておらず、第一言語話者と第二言語話者の能力差が他の言語に比べて低いという証明もされていない。ただ、エスペラントはヨーロッパ諸語を基にしており、類似した言語の習得効率は一般にかなり高いため、ヨーロッパ諸語を第一言語としている人間の場合、エスペラントの第一言語話者との言語能力的格差は一定程度ちぢまる可能性がある。

## 母語話者によるエスペラント運動
1967年、イシュトヴァン・ネーメレは最初の母語話者のための組織をたちあげた。同年、エスペラント家族のための最初の定期刊行物『Gepatra Bulteno』が発行された。1960年代、母語話者の子供のためのエスペラント雑誌『Nia voĉeto』が登場した。
世界エスペラント大会とともに開催される国際子ども大会(eo:Internacia Infana Kongreseto)は6歳から14歳までのエスペラントをまなぶ子供が参加する大会であり、母語話者が参加して交流をふかめている。

## 著名なエスペラント母語話者
世界エスペラント協会の1966年の年鑑によれば、流暢に話す最初の母語話者はエミリオ・ガストンに1904年6月2日に生まれた娘、エミリア・ガストンである。
最初の母語話者のエスペラント運動家は1906年9月12日に生まれたイネス・ガストンと1914年2月28日に生まれたイノ・コルベである。
1935年のエスペラント雑誌 Hungara Heroldoによれば、ブルガリア人ボリス・ヴァシレヴの当時2歳の娘ラウラは「この時点では」エスペラントしか知らない幼児だった。
- グンナー・R・フィッシャー (eo:Vikipediisto:Kunar）
- イネス・ガストン
- ペトル・ギンツ
- イノ・コルベ
- ジョージ・ソロス - エスペラント作家ティヴァダー・ソロスの息子。ただし、若い頃に学んだだけで現在はエスペラントに熱心というわけではない。
- ユディット・ポルガー
- アルノー・ラグランジュ(eo:Vikipediisto:ArnoLagrange)
- ベルナール・ラグランジュ
- レオ・坂口 - 日本・ポーランド間ハーフのクラブDJ。(eo:Leo Sakaguchi)